# 황로

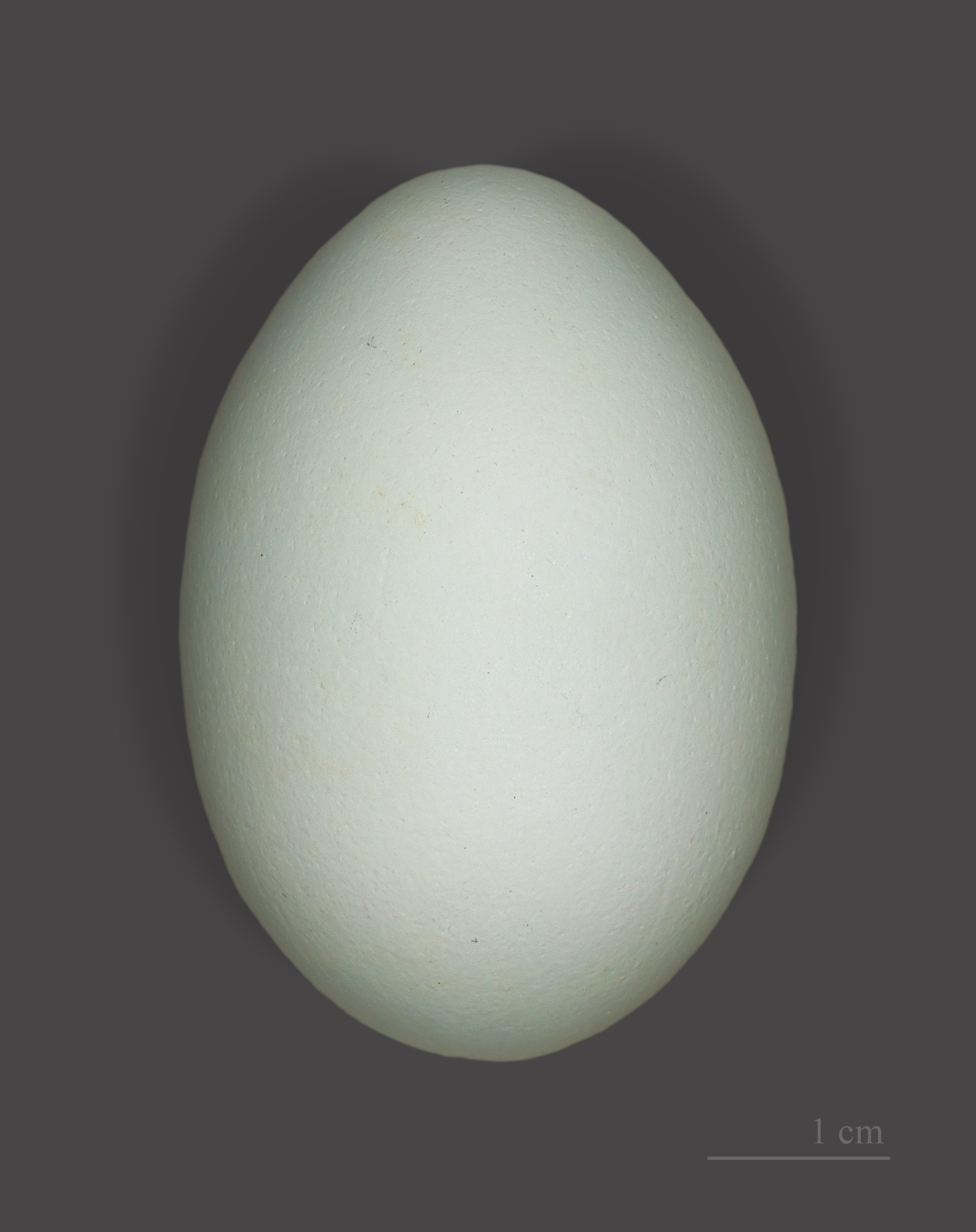
Bubulcus ibis

황로(黃鷺, 학명: Ardea coromandus)는 백로과의 새이다. 몸길이는 약 51cm로 빛깔은 흰 깃털과 주황색 깃털이 섞여 있으나, 주황색 깃털의 비중이 크다. 습지나 목초지, 습지 주변의 숲 등에 서식하며 곤충·개구리·파충류·물고기·새우·쥐 등을 잡아먹는다. 푸른빛을 띤 알을 3-5개 낳으며 수십에서 수백 마리가 무리를 지어 번식한다. 파키스탄부터 오스트레일리아를 포함해 넓은 지역에 걸쳐 분포한다. 한반도에서는 여름에 볼 수 있는 여름철새이다. 과거에는 Western Cattle Egret(Ardea ibis)의 아종으로 보았으나 최근에는 별개의 종으로 분류하고 있다.분류가 업데이트되면서 황로의 속명이 왜가리속으로 변경되었다.
1. ↑  “황로”. 1979년 8월 10일. 2023년 6월 6일에 확인함.
2. ↑  “Taxonomic Updates – IOC World Bird List”. 2024년 8월 28일에 확인함.